# Milan Lajčiak
Milan Lajčiak (* 28. September 1958) ist ein Diplomat aus der Slowakei.

## Werdegang
Lajčiak studierte von 1977 bis 1978 an der Wirtschaftsuniversität in Bratislava. Von 1978 bis 1984 führte er sein Studium in der Sowjetunion am Staatlichen Moskauer Institut für Internationale Beziehungen fort.
1984 begann Lajčiak für das Außenministerium der Tschechoslowakei (CSSR) zu arbeiten. Bis 1985 war er Beamter in der Abteilung Asien. Von 1986 bis 1989 war Lajčiak Attaché an der tschechoslowakischen Botschaft in Peking (Volksrepublik China). 1990 wurde er Beamter für Außenbeziehungen im Slowakischen Nationalrat und hier 1991 zum Sekretär des Komitees für Außenpolitik. 1992 ging Lajčiak als amtsführender Generalkonsul an das Generalkonsulat der Tschechischen und Slowakischen Föderativen Republik (CSFR) in Shanghai (Volksrepublik China). Nach der Unabhängigkeit der Slowakei am 1. Januar 1993 wechselte er als Berater an die neue slowakische Botschaft in Peking, wo er bis 1996 blieb. Lajčiak kehrte dann in die Slowakei zurück und wurde im Außenministerium Leiter des Büros des Staatssekretärs, dem Stellvertreter des Ministers. Das Amt hatte er bis 1997 inne. 1998 war Lajčiak Minister Counsellor an der slowakischen Botschaft in London (Vereinigtes Königreich).
Im Dezember 1998 trat Milan Lajčiak, als Nachfolger von Peter Ambrovič, den Posten als slowakischer Botschafter in Indonesien an. Mit Sitz in Jakarta hatte Lajčiak als Botschafter zusätzliche Akkreditierungen für Brunei, Malaysia, die Philippinen und Singapur. In Lajčiaks Amtszeit fällt das Unabhängigkeitsreferendum in Osttimor 1999, die Übergangsverwaltung der Vereinten Nationen und am 20. Mai 2002 die Entlassung Osttimors in die Unabhängigkeit. Am 17. Oktober 2002 nahmen Osttimor und die Slowakei diplomatische Beziehungen auf. Milan Lajčiak erhielt als erster slowakischer Botschafter für das neue Land nun auch die Akkreditierung. Lajčiaks Amtszeit in Jakarta endete im Juni 2003. Ihm folgte als neuer Botschafter Peter Holásek.
Lajčiak wurde Direktor der Abteilung für Außenpolitik im Büro des Staatspräsidenten der Slowakischen Republik. 2005 übernahm Lajčiak erneut ein Botschafteramt, diesmal für Malaysia und Brunei. Zuvor und danach waren die slowakischen Botschafter in Jakarta für diese beiden Länder zuständig. Im November 2012 kehrte Lajčiak an das Ministerium für Außenpolitik und Europaangelegenheiten zurück und wurde Direktor der Abteilung Asien, Afrika und Pazifik. Ab Juni 2013 wurde bei der Abteilung der Bereich „Afrika“ abgetrennt. Seit 2014 ist Lajčiak slowakischer Botschafter in Seoul (Südkorea).

## Sonstiges
Lajčiak verfasste zwischen 1994 und 2014 Kommentare zu politischen und wirtschaftlichen Themen in Ostasien für slowakische Sender und Printmedien. Unregelmäßig hält er auch Vorträge an slowakischen Universitäten. Seit 2004 ist Lajčiak Mitglied des wissenschaftlichen Komitees der Gorbatschow-Stiftung „World Political Forum“
Lajčiak spricht neben seiner Muttersprache Englisch, Russisch und Chinesisch.